# Гондураське песо
Гондураське песо (ісп. Peso hondureño) — грошова одиниця Гондурасу в 1862-1931.

## Історія
У колоніальний період у користуванні використовувалися іспанські континентальні та колоніальні монети. У 1831 в Комаягуа відкрито монетний двір, який чеканив монети Сполучених провінцій Центральної Америки. В 1838 Гондурас вийшов зі складу федерації, але монети колишнього типу карбувалися до 1861.
В 1848 випущені перші паперові грошові знаки, номінал яких вказаний в песо - зобов'язання казначейства. Наступні випуски банкнот казначейства були зроблені в 1863, 1889 та 1891.
У 1862 розпочато карбування нових монет з номіналом у песо. Карбування монет у реалах тривало до 1871 (песо = 8 реалів).
У 1881 розпочато випуск монет у сентаво (песо = 100 сентаво).
В 1886 випущені банкноти Aguan Navigation Improvement Company, пізніше випуск банкнот почали інші банки: Банк Гондурасу, Центрально-Американський банк, Комерційний банк, Національний банк Гондурасу, Гондурасський національний банк.
В 1928 випущені митні білети (billete aduanero) в песо.
Законом від 3 квітня 1926 введена нова грошова одиниця - лемпіра, що замінила песо 1:1. Випуск монет у лемпірах розпочато в 1931, банкнот — в 1932.